# 福原遥
福原 遥（ふくはら はるか、1998年〈平成10年〉8月28日 - ）は、日本の女優、声優、歌手、タレント、ファッションモデル、元子役。研音所属。かつてはNEWSエンターテインメントに所属していた。埼玉県出身。
子役時代に2009年から2013年にかけてNHKで放送された料理アニメ『クッキンアイドル アイ!マイ!まいん!』で、主人公の柊まいんを演じて以来、「まいんちゃん」の愛称で親しまれる。『ピチレモン』専属モデルと『すイエんサー』では「はるん」と愛称された。

## 経歴
小学1年生の2005年（平成17年）後期からNEWSエンターテインメントに所属し、テレビドラマ『恋の時間』の第3話「突然のキス」（2005年〈平成17年〉11月6日放映）の主要登場人物の幼少期役で子役としてデビューする。当時はダンスが好きで、ダンススクールを探してたところ保育園の友人が「いいダンススクールあるよ」と紹介してもらい、事務所に所属。その時に子役事務所だったもののダンススクールあるような感じだったこともあり、習い事感覚で芸能活動を始めたという。
2009年3月30日から2013年3月22日まで放送された子供向け料理番組『クッキンアイドル アイ!マイ!まいん!』（NHK Eテレ）で、主人公の少女柊まいんを演じて注目を浴び、これをきっかけに「まいんちゃん」の愛称で親しまれる。
2012年、ローティーン向けファッション雑誌『ピチレモン』（学研プラス）の第20回ピチモオーディションで、約9,000人の中からグランプリ4名のうちの1人に選ばれ、6月1日発売の6月号から同誌の専属モデルとなる。
2015年7月、研音へ移籍。2017年（平成29年）にはテレビアニメ『キラキラ☆プリキュアアラモード』（朝日放送）にて、オーディションを勝ち抜き、キュアカスタードこと有栖川ひまり役に抜擢される。2017年4月開催の第9回沖縄国際映画祭で上映された映画『女々演』（2018年〈平成30年〉3月全国公開）の本庄沙彩役で映画に初主演する。
2018年4月放送開始の『声ガール!』（朝日放送テレビ）で地上波連続テレビドラマに初主演し、ドラマのエンディングテーマ「It's Show Time!!」を戸松遥とともに担当した。2019年4月公開の映画『4月の君、スピカ。』（早乙女星役）で主演を務めた。
2019年8月7日、Sony Music Associated Recordsから「未完成な光たち」で歌手デビューする。
2020年8月28日、自身のYouTubeチャンネル『福原遥とふくはらはるか』を開設する。
2021年3月1日、公式ファンクラブを開設する。
2022年度下期のNHK連続テレビ小説『舞いあがれ!』ヒロイン岩倉舞役のオーディションで、2,545人の中から選ばれる。2022年9月2日に阪神甲子園球場のプロ野球セントラルリーグ阪神タイガース対読売ジャイアンツ戦（阪神甲子園球場）で、二回目となるファーストピッチを務めた。
2025年放送の『べらぼう〜蔦重栄華乃夢噺〜』でNHK大河ドラマ初出演。

## 活動・人物
- 趣味・特技は、ダンス、ギター、料理[2]。料理は『クッキンアイドル アイ!マイ!まいん!』（以下『アイ!マイ!まいん!』）の出演がきっかけで好きになった[17]。好きな食べ物は焼肉[31]。好きな野菜はトマト[32]。得意料理かつ好きな料理にそぼろをあげている[注 2]。もとはわさびやコーヒーが苦手だったが徐々に飲食できるようになった[34]。
- 左利きである[35][36]。設定が「右利き」のキャラクター『アイ!マイ!まいん!』で担当した柊まいん、テレビドラマ『ゆるキャン△』（テレビ東京）で担当した志摩リン、NHK朝の連続テレビ小説『舞いあがれ!』で担当した岩倉舞などを演じる場合は右利きとして右手で包丁を使い、『舞いあがれ!』では右手でヒラメをさばいている[37][38]。2012年6月に東北楽天ゴールデンイーグルス対千葉ロッテマリーンズ戦（クリネックススタジアム宮城）に登場した際は、左投げで臨んだ[36]。
- 中学校では吹奏楽部に所属[39]してクラリネット[40]を担当した。
- 女優でも声優でもキャリアを積み重ねているが、2018年春のインタビューで、女優の仕事は「人間対人間で一つのものをつくる生々しい仕事」、声優の仕事は「自分の性別や年齢に関係なく、自由なお芝居ができる仕事」と述べている[7]。「女優と声優の仕事は全然違うと思っていた」とのことだが、声優に挑戦する過程で、「一つの役になり切る点では変わらない。どちらも楽しい（と実感できるようになった）」とも述べている[7]。
- 『アイ!マイ!まいん!』は自身の代名詞的な作品になったが、本人にとっても「これまでの芸能活動の中で、一番楽しくて印象的な番組でした。またいつか『まいん』のスタッフさん達と仕事がしたいです」というコメントを、2015年夏のインタビューで述べている[17]。この『アイ!マイ!まいん!』での経験は、女優としての活動も、声優としての活動も共に大切にしようと考えるようになった原点であることを、2019年春のインタビューで述べている[41][注 3]。また、『アイ!マイ!まいん!』のオーディションにもしも落ちたら、芸能界を辞めようと思っていたことを、2015年夏のインタビューで明かしている[17]。
- 女優を志すきっかけとして連続テレビ小説『おひさま』（2011年）で主演を務めた井上真央の演技を通して「勇気や元気をたくさんもらった」ことを挙げており、「自分もこうやって人に何か与えたり、笑顔にできる人になりたいと思いました」と述べている（『おひさま』に出会うまでは、芸能界での仕事は「習いごと感覚のところもあった」とも述べている）[8]。以来朝ドラに出演することを目標にするようになり、オーディションを4回受けた末に『舞いあがれ!』で初めて最終審査にまで進み、念願のヒロイン役を掴むことになった[42][43]。
- 幼少時に『ふたりはプリキュア』に魅了されたことが、声優になることを意識するきっかけの一つになったと述べているが、『キラキラ☆プリキュアアラモード』（キュアカスタード役）で、「自身が本当にプリキュアになることが叶うとは思わなかった」ことと共に、「『プリキュア』と一緒に人生を歩んできた」と勝手に思っているとも述べている[44][45]。
- インタビューにおいて「まいんちゃん」という愛称について聞かれた際に、「まいんちゃんと呼んで頂けるのは私にとって嬉しいことです。自分のことを覚えてくれているんだ！と思えるから」と肯定的な趣旨のコメントをしている[17][7][8]。なお、2019年1月クールに放送された『3年A組-今から皆さんは、人質です-』（日本テレビ）で演じた水越涼音がフィーチャーされた第6話（2019年2月10日放送）では、「まいんちゃん」がTwitterのトレンド入りを果たしたことと共に、「ガチ泣き」といえる追い詰められた人間を表現するリアルな演技でも話題になった[46][47]。他の愛称として上述の「はるん」、親しい共演者からは、「はるちゃん」[48][49]「はるぴょん」[50][51]とも呼ばれている。
- 10代のときは、ロングヘアがトレードマークだったが、主演を務める映画『4月の君、スピカ。』の役作りのために、2018年秋に人生初めてというショートボブの髪型を[52]、2019年6月には茶髪[53][54]などのヘアースタイルを披露している。
- 好きな男性のタイプとして又吉直樹（ピース）を挙げている[55]。さらに、2019年春のインタビューでは「自分から話しかけてくれる、盛り上げてくれる男性」の好感度も高いと話している[56]。
- 映画『チア☆ダン』で共演して以来山崎紘菜、中条あやみ、富田望生、広瀬すずとは一年に一回は会う仲となっている[57][58][59][60][61]。また、福原と富田は『3年A組』を通じてドラマ版『チア☆ダン』組の箭内夢菜、堀田真由らとも仲が良く[62]、特に福原と堀田の仲の良さが目立つ[63][64][65][66]。『ピチレモン』以来多く仕事を共にする大原優乃[67][68][49]、主にバラエティ番組『もしもツアーズ』（フジテレビ）で共演する平祐奈とも仲が良い[69][70]。

## 受賞歴
2023年
- 第26回 日刊スポーツ・ドラマグランプリ 夏ドラマ 主演女優賞（『18/40〜ふたりなら夢も恋も〜』）

2024年
- 第47回 日本アカデミー賞 新人俳優賞（『あの花が咲く丘で、君とまた出会えたら。』）

## 作品
順位は週間オリコンチャートの最高位

### シングル
|            | 発売日         | タイトル                              | 楽曲                                      | 規格        | 規格       | 規格       | 規格品番    | 規格品番   | 規格品番    | 最高位 |
| 初回限定盤 | 発売日         | タイトル                              | 楽曲                                      | 通常盤      | 期間限定盤 | 初回限定盤 | 通常盤      | 期間限定盤 |             | 最高位 |
| ---------- | -------------- | ------------------------------------- | ----------------------------------------- | ----------- | ---------- | ---------- | ----------- | ---------- | ----------- | ------ |
| 1st        | 2019年8月7日   | 未完成な光たち                        | 「未完成な光たち」 「箱庭のサマー」       | CD+ DVD     | CD         | CD         | AICL-3735/6 | AICL-3737  | AICL-3738   | 26位   |
| 2nd        | 2020年3月11日  | 透明クリア                            | 「透明クリア」 「モノクローム」           | CD+ DVD     | CD         | -          | AICL-3803/4 | AICL-3805  | -           | 36位   |
| 3rd        | 2020年6月24日  | 風に吹かれて                          | 「風に吹かれて」 「ハンドメイドセカイ」   | CD+ DVD     | CD         | CD+ DVD    | AICL-3900/1 | AICL-3902  | AICL-3903/4 | 15位   |
| 配信       | 2021年10月15日 | Lucky Days feat. OKAMOTO'S            | 「Lucky Days feat. OKAMOTO'S」            | -           | -          | -          | -           | -          | -           | -      |
| 4th        | 2021年12月15日 | Lucky Days feat. OKAMOTO'S            | 「Lucky Days feat. OKAMOTO'S」 「粉雪」   | CD+ Blu-ray | CD         |            | AICL-4145/6 | AICL-4147  |             | 21位   |
| 配信       | 2022年4月13日  | 道標 feat. Hiplin & Rin音 (Prod. GeG) | 「道標 feat. Hiplin & Rin音 (Prod. GeG)」 | -           | -          | -          | -           | -          | -           | -      |
| 配信       | 2023年7月26日  | 大丈夫                                | 「大丈夫」                                | -           | -          | -          | -           | -          | -           | -      |

### アルバム
|            | 発売日       | タイトル       | 規格                                 | 規格       | 規格       | 規格品番    | 規格品番   | 規格品番 | 最高位 |
| 初回限定盤 | 発売日       | タイトル       | 通常盤                               | 期間限定盤 | 初回限定盤 | 通常盤      | 期間限定盤 |          | 最高位 |
| ---------- | ------------ | -------------- | ------------------------------------ | ---------- | ---------- | ----------- | ---------- | -------- | ------ |
| 1st        | 2022年6月8日 | ハルカカナタヘ | CD + ビジュアルブック(B5変形版全64P) | CD         |            | AICL-4243/4 | AICL-4245  |          |        |

### 参加作品

#### クッキンアイドル アイ!マイ!まいん!
| 発売日         | タイトル                                                             | 規格     | 規格     | 規格品番  | 規格品番   | 最高位   |
| 発売日         | タイトル                                                             | 限定盤   | 通常盤   | 限定盤    | 通常盤     | 最高位   |
| シングル       | シングル                                                             | シングル | シングル | シングル  | シングル   | シングル |
| -------------- | -------------------------------------------------------------------- | -------- | -------- | --------- | ---------- | -------- |
| 2009年9月30日  | キッチンはマイステージ                                               | CD+DVD   | CD       | KIZM-41   | KICM-1289  | 18位     |
| 2010年6月9日   | ミラクル☆メロディハーモニー                                          | CD+DVD   | CD       | KIZM-51   | KICM-1309  | 47位     |
| 2010年7月21日  | ハッピーレシピ （スイートまいん&ラブリーみちか（福原遥・出野泉花）） |          | CD       |           | KICM-3210  | 141位    |
| 2011年6月22日  | ワクワク♥キッチンカーニバル                                          | CD+DVD   | CD       | KIZM-91/2 | KICM-1339  | 102位    |
| 2012年6月27日  | ハッピー!クッキンタイム♪                                             |          | CD+DVD   |           | KICM-159   | [ 80 ]   |
| アルバム       |                                                                      |          |          |           |            |          |
| 2009年11月26日 | クッキンアイドル アイ!マイ!まいん! まいん歌のレシピ（1）             |          | CD       |           | KICA-1501  | 109位    |
| 2010年3月17日  | クッキンアイドル アイ!マイ!まいん! まいん歌のレシピ（2）             |          | CD       |           | KICA-1502  | 163位    |
| 2010年12月8日  | クッキンアイドル アイ!マイ!まいん! まいん歌のレシピ（3）             | CD       | CD+DVD   | KIZC-91/2 | KICA-1503  | 217位    |
| 2010年12月22日 | コロちゃんパック クッキンアイドル アイ!マイ!まいん!                  |          | CD+絵本  |           | COCZ-1099  | [ 83 ]   |
| 2011年3月16日  | クッキンアイドル アイ!マイ!まいん! まいん歌のレシピ（4）             | CD       | CD+DVD   | KIZC-93/4 | KICA-1504  | 212位    |
| 2011年12月7日  | クッキンアイドル アイ!マイ!まいん! まいん歌のレシピ（5）             |          | CD+DVD   |           | KIZC-143   | [ 84 ]   |
| 2012年3月14日  | クッキンアイドル アイ!マイ!まいん! まいん歌のレシピ（6）             |          | CD+DVD   |           | KIZC-145   | [ 85 ]   |
| 2013年3月20日  | クッキンアイドル アイ!マイ!まいん! まいん歌のレシピ（7）             |          | CD+DVD   |           | KIZC-201/2 |          |

#### その他の参加作品
| 発売日         | 商品名 | 名義 | 楽曲                                                                        | 備考                                                                                  |
| -------------- | --- | --- | --------------------------------------------------------------------------- | ------------------------------------------------------------------------------------- |
| 2012年7月11日  | なめこのCD | 福原遥 | 「なめこのうた」                                                            | ゲーム『おさわり探偵 なめこ栽培キット』関連曲                                         |
| 2013年2月13日  | なめこのうた | 福原遥 | 「なめこのうた」                                                            | ゲーム『おさわり探偵 なめこ栽培キット』関連曲                                         |
| 2013年12月18日 | なめこのCD2 | 福原遥 | 「ぴょんぴょんぴょん」                                                      | ゲーム『おさわり探偵 なめこ栽培キット』関連曲                                         |
| 2014年1月29日  | 美少女戦士セーラームーン THE 20TH ANNIVERSARY MEMORIAL TRIBUTE                                                                       | 福原遥 | 「プリンセス・ムーン」                                                      | テレビアニメ『美少女戦士セーラームーン』トリビュート・アルバム                        |
| 2014年4月22日  | キラメキナゾメキアドベンチャー | 福原遥 | 「キラメキナゾメキアドベンチャー」                                          | 『おさわり探偵 小沢里奈 ライジング3 なめこはバナナの夢を見るか?』イメージソング       |
| 2016年8月3日   | なめこ 〜せかいのともだち〜 | 福原遥 | 「なめこ 〜せかいのともだち〜」                                             | ゲーム『おさわり探偵 なめこ栽培キット』関連曲                                         |
| 2017年4月26日  | 「キラキラ☆プリキュアアラモード」キャラクターソングシングル sweet etude 2 キュアカスタード（CV:福原遥）「プティ＊パティ∞サイエンス」 | キュアカスタード（福原遥） | 「プティ＊パティ∞サイエンス」                                               | テレビアニメ『キラキラ☆プリキュアアラモード』挿入歌                                   |
| 2017年7月26日  | キラキラ☆プリキュアアラモード ボーカルアルバム キュアラモード☆アラカルト                                                             | 有栖川ひまり（福原遥） | 「からめるでいず」                                                          | テレビアニメ『キラキラ☆プリキュアアラモード』関連曲                                   |
| 2017年7月26日  | キラキラ☆プリキュアアラモード ボーカルアルバム キュアラモード☆アラカルト                                                             | キュアホイップ（美山加恋）、キュアカスタード（福原遥）、キュアジェラート（村中知）、キュアマカロン（藤田咲）、キュアショコラ（森なな子）、キュアパルフェ（水瀬いのり） | 「レッツ・ラ・クッキン☆ショータイム 〜キラキラ☆パティスリー・バージョン〜」 | テレビアニメ『キラキラ☆プリキュアアラモード』関連曲                                   |
| 2017年10月25日 | トレビアンサンブル!!/メモワール・ミルフィーユ                                                                                        | キュアホイップ（美山加恋）、キュアカスタード（福原遥）、キュアジェラート（村中知）、キュアマカロン（藤田咲）、キュアショコラ（森なな子）、キュアパルフェ（水瀬いのり） | 「メモワール・ミルフィーユ」                                                | 劇場アニメ『映画 キラキラ☆プリキュアアラモード パリッと!想い出のミルフィーユ!』挿入歌 |
| 2017年11月29日 | キラキラ☆プリキュアアラモード ボーカルアルバム2 苺坂物語                                                                             | 有栖川ひまり（福原遥）、立神あおい（村中知） | 「しあわせ☆フレーバー」                                                     | テレビアニメ『キラキラ☆プリキュアアラモード』関連曲                                   |
| 2018年1月17日  | キラキラ☆プリキュアアラモード ボーカルベストアルバム スイート☆エチュード☆アラモード                                                  | キュアカスタード（福原遥） | 「プティ＊パティ∞サイエンス」                                               | テレビアニメ『キラキラ☆プリキュアアラモード』挿入歌                                   |
| 2018年1月17日  | キラキラ☆プリキュアアラモード ボーカルベストアルバム スイート☆エチュード☆アラモード                                                  | 有栖川ひまり（福原遥）、立神あおい（村中知） | 「しあわせ☆フレーバー」                                                     | テレビアニメ『キラキラ☆プリキュアアラモード』関連曲                                   |
| 2018年1月17日  | キラキラ☆プリキュアアラモード ボーカルベストアルバム スイート☆エチュード☆アラモード                                                  | キュアホイップ（美山加恋）、キュアカスタード（福原遥）、キュアジェラート（村中知）、キュアマカロン（藤田咲）、キュアショコラ（森なな子）、キュアパルフェ（水瀬いのり） | 「メモワール・ミルフィーユ」                                                | テレビアニメ『キラキラ☆プリキュアアラモード』関連曲                                   |
| 2018年5月23日  | It's Show Time!! | 福原遥×戸松遥 | 「It's Show Time!!」                                                        | テレビドラマ『声ガール!』主題歌                                                       |
| 2018年5月23日  | It's Show Time!! | 福原遥×戸松遥 | 「Try」                                                                     | テレビドラマ『声ガール!』挿入歌                                                       |
| 2019年10月16日 | 未来茶屋 Vol.2 | 福原遥 | 「蝉時雨」                                                                  | 未来茶レコーズ関連曲                                                                  |
| 2022年8月3日   | 『フラ・フラダンス』Blu-ray完全生産限定版特典CD                                                                                      | いついろディライト | 「ありがとFOR YOU」                                                         | 劇場アニメ『フラ・フラダンス』挿入歌                                                  |

## タイアップ
| 使用年 | 曲名                                  | タイアップ                                                                           | 収録作品                                                                                                  |
| ------ | ------------------------------------- | ------------------------------------------------------------------------------------ | --- |
| 2012年 | なめこのうた                          | ゲームアプリ『おさわり探偵 なめこ栽培キット』公式ソング                              | コンピレーション・アルバム『なめこのCD』                                                                  |
| 2012年 | なめこのうた                          | テレビ朝日系『musicる TV』7月度エンディングテーマ                                    | コンピレーション・アルバム『なめこのCD』                                                                  |
| 2016年 | なめこ ～せかいのともだち～           | NHK Eテレアニメ『なめこ ～せかいのともだち～』イメージソング                         | シングル『なめこ ～せかいのともだち～』                                                                   |
| 2018年 | It's Show Time!!                      | ABCテレビ・テレビ朝日系ドラマL『声ガール!』主題歌                                    | シングル『It's Show Time!!』                                                                              |
| 2018年 | Try                                   | ABCテレビ・テレビ朝日系ドラマL『声ガール!』挿入歌                                    | シングル『It's Show Time!!』                                                                              |
| 2019年 | 未完成な光たち                        | テレビ東京系アニメ『BORUTO-ボルト- -NARUTO NEXT GENERATIONS-』エンディングテーマ     | 1stシングル「未完成な光たち」 1stアルバム『ハルカカナタヘ』                                               |
| 2019年 | 未完成な光たち                        | テレビ埼玉『マチコミ』 9月エンディングテーマ                                         | 1stシングル「未完成な光たち」 1stアルバム『ハルカカナタヘ』                                               |
| 2020年 | 風に吹かれて                          | テレビアニメ『かぐや様は告らせたい?〜天才たちの恋愛頭脳戦〜』第2期エンディングテーマ | 3rdシングル「風に吹かれて」 コンピレーション・アルバム『KAGUYA ULTRA BEST』 1stアルバム『ハルカカナタヘ』 |
| 2021年 | Lucky Days feat. OKAMOTO'S            | 日本テレビ系モクドラF『アンラッキーガール!』主題歌                                   | 配信シングル/4thシングル「Lucky Days feat. OKAMOTO'S」 1stアルバム『ハルカカナタヘ』                      |
| 2022年 | 道標 feat. Hiplin & Rin音 (Prod. GeG) | TBS系『王様のブランチ』2022年5月度エンディングテーマ                                 | 配信シングル「道標 feat. Hiplin & Rin音」 1stアルバム『ハルカカナタヘ』                                   |

## 出演
※主演作品の役名は太字で表示

### テレビドラマ
- 恋の時間 第3話（2005年11月6日、TBS） - 早川香里（幼少） 役
- 翼の折れた天使たち 第三夜「時」（2007年2月28日、フジテレビ） - 中川香奈（幼少） 役
- MAGISTER NEGI MAGI 魔法先生ネギま! 第2話（2007年10月10日、テレビ東京） - 雪広あやか（幼少） 役
- 1ポンドの福音 第1話（2008年1月12日、日本テレビ） - 向田聖子（幼少） 役
- エジソンの母（2008年1月11日 - 3月14日、TBS） - 宮城真綾 役
- 東京ゴースト・トリップ 第7話（2008年5月14日、TOKYO MXほか） - 橋本舞（幼少） 役
- モンスターペアレント 第7話（2008年8月12日、関西テレビ） - 藤巻綾音 役
- 僕と私の、ひらパー姉さん（2016年1月8日、朝日放送） - 香穂 役[98][99]
- ウレロ☆無限大少女（2016年1月9日 - 4月1日、テレビ東京） - デコ 役[100]
- MARS〜ただ、君を愛してる〜 第5話 - 最終話（2016年2月21日 - 3月27日、日本テレビ） - 桜沢しおり 役
- 刑事 犬養隼人 第2作（2016年9月24日、朝日放送） - 志倉楓 役
- レンタル救世主（2016年10月9日 - 12月11日、日本テレビ） - 葉石りさ子 役[101]
- THE LAST COP/ラストコップ 第7話（2016年11月19日、特別出演、日本テレビ） - 葉石りさ子 役[注 5]
- グッドモーニング・コール（フジテレビ） - 主演・吉川菜緒 役[注 6]
  - グッドモーニング・コール（2017年10月12日 - 2018年2月1日）[102]
  - グッドモーニング・コール our campus days（2018年4月18日 - 6月27日）[103]
- 声ガール!（2018年4月8日 - 6月10日、朝日放送テレビ） - 主演・菊池真琴 役[104]
- 未解決の女 警視庁文書捜査官 第3話（2018年5月3日、テレビ朝日） - 舞阪佳織 役[105]
- 3年A組-今から皆さんは、人質です-（2019年1月6日 - 3月10日、日本テレビ） - 水越涼音 役[106]
- 賭ケグルイ Season2（2019年4月1日 - 4月29日、毎日放送 / 2019年4月3日 - 5月1日、TBS） - 歩火樹絵里 役
- コーヒー&バニラ（2019年7月5日 - 9月6日、毎日放送） - 主演・白城リサ 役[107]
- チート〜詐欺師の皆さん、ご注意ください〜（2019年10月3日 - 12月5日、読売テレビ） - 丸山美月 役[108][109]
- ニッポンノワール-刑事Yの反乱- 第7話（2019年11月24日、日本テレビ） - 水越涼音 役[110][注 7]
- ウレロ☆未開拓少女（2019年12月2日 - 12月24日、テレビ東京） - 福原 役[111]
- ゆるキャン△シリーズ（テレビ東京） - 主演・志摩リン 役[112]
  - ゆるキャン△（2020年1月10日 - 3月27日）
  - ゆるキャン△スペシャル（2021年3月29日）[113]
  - ゆるキャン△2（2021年4月2日 - 6月18日）[114][113]
- レンタルなんもしない人 第3話（2020年4月23日、テレビ東京） - 島袋香奈 役
- 教場II（2021年1月3日・1月4日、フジテレビ） - 忍野めぐみ 役[115]
- ウチの娘は、彼氏が出来ない!!（2021年1月13日 - 3月17日、日本テレビ） - 伊藤沙織 役[116]
- IP〜サイバー捜査班（2021年7月1日 - 9月16日、テレビ朝日） - 古宮山絆 / 綾坂縁 役[117]
- アンラッキーガール!（2021年10月7日 - 12月9日、読売テレビ） - 主演・福良幸 役[118]
- 今どきの若いモンは（2022年4月9日 - 5月28日、WOWOW） - 麦田歩 役[119]
- 正直不動産シリーズ（NHK総合） - 月下咲良 役[120]
  - 正直不動産（2022年4月5日 - 6月7日）
  - 正直不動産スペシャル（2024年1月3日、NHK総合・BSプレミアム4K）[121][122]
  - 正直不動産2（2024年1月9日 - 3月12日、NHK総合・BSプレミアム4K）[122]
- 連続テレビ小説 舞いあがれ! 第1回・第15回 - 最終回（2022年10月3日・21日 - 2023年3月31日、NHK総合） - 主演・岩倉（梅津）舞 役[27][28]
- 18/40〜ふたりなら夢も恋も〜（2023年7月11日 - 9月12日、TBS） - 主演・仲川有栖 役（深田恭子とダブル主演）[123]
- マル秘の密子さん（2024年7月13日 - 9月28日、日本テレビ） - 主演・本宮密子 役[124]
- 大河ドラマ べらぼう〜蔦重栄華乃夢噺〜 第17回 -（2025年5月4日 - 、NHK総合） - 誰袖 役[30]
- 明日はもっと、いい日になる（2025年7月7日 - 、フジテレビ） - 主演・夏井翼 役[125][126]

### 配信ドラマ
- グッドモーニング・コール（2016年2月12日 - 6月10日、FOD/Netflix） - 主演・吉川菜緒 役[127]
  - グッドモーニング・コール our campus days（2017年9月22日）[128]
- ふたりモノローグ（2017年10月9日 - 11月13日、AbemaTV） - 主演・麻積村ひなた 役（柳美稀とのダブル主演）[129]
- 3年A組-今から皆さんだけの、卒業式です-（2019年3月10日・17日、Hulu） - 水越涼音 役[130]
- 星から来たあなた （2022年2月23日、Amazonプライムビデオ） - 辻雪乃 役[131]
- みつめてそらして（2023年9月29日 - 、TikTok） - 主演 [132]
- 透明なわたしたち（2024年9月16日 - 10月21日、ABEMA） - 主演・中川碧 役[133]

### 映画
- ハルガスミ（2006年） - 名取かな 役
- KIDS（2008年2月2日、東映） - 公園の子供 役
- 昴-スバル-（2009年3月20日、ワーナー・ブラザース映画） - 呉羽真奈（幼少） 役
- スーパー戦隊シリーズ（東映）
  - 烈車戦隊トッキュウジャー THE MOVIE ギャラクシーラインSOS（2014年7月19日） - レディ 役[134]
  - 烈車戦隊トッキュウジャーVSキョウリュウジャー THE MOVIE（2015年1月17日） - レディ 役
  - 劇場版 動物戦隊ジュウオウジャーVSニンニンジャー 未来からのメッセージ from スーパー戦隊（2017年1月14日） - ルンルンの声 役
- ピラメキ子役恋ものがたり〜子役に憧れるすべての親子のために〜（2015年2月21日、よしもとクリエイティブ・エージェンシー） - 亀井夏未 役
- チア☆ダン〜女子高生がチアダンスで全米制覇しちゃったホントの話〜（2017年3月11日、東宝） - 永井あゆみ 役[134]
- 女々演（2018年3月24日、吉本興業・フジテレビ） - 主演・本庄沙彩 役[21]
- 4月の君、スピカ。（2019年4月5日、イオンエンターテイメント） - 主演・早乙女星 役（佐藤大樹とのW主演）[135]
- 映画 賭ケグルイ（2019年5月3日、ギャガ） - 歩火樹絵里 役[136]
- 羊とオオカミの恋と殺人（2019年11月29日、プレシディオ） - 主演・宮市莉央 役（杉野遥亮とのW主演）[137]
- かぐや様は告らせたい〜天才たちの恋愛頭脳戦〜ファイナル（2021年8月20日、東宝） - 子安つばめ 役[138]
- あの花が咲く丘で、君とまた出会えたら。（2023年12月8日、松竹） - 主演・加納百合 役（水上恒司とのW主演）[139]
- 楓（2025年12月19日公開予定、東映 / アスミック・エース） - 主演・亜子  役（福士蒼汰とのW主演）[140]
- 映画 正直不動産（2026年公開予定、ソニー・ピクチャーズ エンタテインメント） - 月下咲良 役[141]

### テレビアニメ
- クッキンアイドル アイ!マイ!まいん!（2009年3月 - 2013年3月、NHK Eテレ） - 主演・柊まいん 役　※実写パートでも同役で出演
- なめこ〜せかいのともだち〜（2016年4月 - 2017年2月、NHK Eテレ『ニャンちゅうワールド放送局』『ニャンちゅう!宇宙!放送チュー!』コーナーアニメ） - 主演・なめこ 役[142]
- プリキュアシリーズ（朝日放送→朝日放送テレビ）
  - キラキラ☆プリキュアアラモード（2017年2月 - 2018年1月） - 有栖川ひまり / キュアカスタード 役[20]
  - HUGっと!プリキュア（2018年10月14日・21日） - 有栖川ひまり / キュアカスタード 役[143]
- それいけ!アンパンマン（2017年12月8日、日本テレビ） - わんこちゃん 役[144][145]
- 恋は雨上がりのように（2018年1月 - 3月、フジテレビ） - 西田ユイ 役[146]
- かぐや様は告らせたい シリーズ（毎日放送） - 子安つばめ 役
  - かぐや様は告らせたい?〜天才たちの恋愛頭脳戦〜（2020年6月）[74]
  - かぐや様は告らせたい-ウルトラロマンティック-（2022年4月 - 6月）[147]
  - かぐや様は告らせたい-ファーストキッスは終わらない-（2022年12月）

### 劇場アニメ
- プリキュアシリーズ（東映） - 有栖川ひまり / キュアカスタード 役
  - 映画 プリキュアドリームスターズ!（2017年）[148]
  - 映画 キラキラ☆プリキュアアラモード パリッと!想い出のミルフィーユ!（2017年）[149]
  - 映画 プリキュアスーパースターズ!（2018年）[150]
  - 映画 HUGっと!プリキュア♡ふたりはプリキュア オールスターズメモリーズ（2018年）[151]
  - 映画 プリキュアミラクルユニバース（2019年）[152]
- HELLO WORLD（2019年、東宝） - 勘解由小路三鈴 役[153]
- アイの歌声を聴かせて（2021年、松竹） - サトミ / 天野悟美 役[154]
- フラ・フラダンス（2021年、アニプレックス） - 主演・夏凪日羽 役[155]

### Webアニメ
- そばへ（2019年3月7日、東宝・オレンジ・丸井グループ）[156]
- レインボーファインダー（2021年1月25日 - 、セブン-イレブン） - ナナミ 役[157]

### 舞台
- 恋を読む「ぼくは明日、昨日のきみとデートする」（2018年8月28日、オルタナティブシアター）
- 恋を読むvol.3「秒速5センチメートル」（2020年10月23日 - 24日、ヒューリックホール東京）

### バラエティ番組
- すイエんサー（2013年4月30日 - 2016年3月28日（不定期）、NHK Eテレ） - すイエんサーガールズ
- もしもツアーズ（2017年4月15日 - 2020年3月21日、フジテレビ） - 3代目ツアーガイド[158]
- ZIP!（2019年9月6日 - 9月27日、日本テレビ） - 2019年9月期金曜日パーソナリティ[159]

### 音楽番組
- 火曜曲!（2013年4月30日・6月11日 - 7月16日、TBS）
- 第22回 わが心の大阪メロディー（2022年10月25日、NHK総合） - 司会（今田耕司、武田真一アナウンサーと担当）[160]
- 第73回NHK紅白歌合戦（2022年12月31日、NHK総合・ラジオ第1） - ゲスト審査員[161]

### ドキュメンタリー番組
- 情熱大陸（2020年3月22日、毎日放送）[162]
- アナザースカイ（2024年3月2日、日本テレビ） - ゲスト（訪問地：長崎県・五島列島）[163]

### Webコンテンツ
- キッチンのはるかさん（2019年9月24日 - 、全保連株式会社YouTubeチャンネル）[164]

### ゲーム
- プリキュア つながるぱずるん（2017年3月、バンダイナムコエンターテインメント） - 有栖川ひまり / キュアカスタード 役

### DVD
- 『キラキラ☆プリキュアアラモード』はじめてのDVD（2017年2月4日、東映アニメーション） - 有栖川ひまり / キュアカスタード 役
- キラキラ☆プリキュアアラモードLIVE2017 スウィート☆デコレーション（2018年2月21日、マーベラス）

### ラジオ
- 福原遥のVOICEステーション〜フクステ〜（2017年1月 - 2019年1月、毎月第2・第4木曜日配信, ニコニコ動画 学研 超!アニメディアチャンネル）ナビゲーター[165]
- 日本証券業協会 presents 100年大学 投資はじめて学部（2019年8月 - 10月、毎週火曜日 19:36頃〈アフター6ジャンクション内〉TBSラジオ・JRN系）[166]
- 音声ドラマ『コワイライトゾーン』（2022年9月 - 、ニッポン放送 PODCAST STATION他） - 夏野恐子（ストーリーテラー[167]）・主演[168]
- 福原遥のオールナイトニッポン（2024年1月4日、ニッポン放送・NRN系）[169]

### CMなど
- コムウェル 企業広告
- ヨドバシカメラ
- エポック社 アクアビーズアート☆基本セット（2006年）
- 日本マクドナルド ハッピーセット・ポケモン スピナー篇（2006年）
- タカラトミー ポケモンWボードゲーム（2007年）、ポケモン おしゃべりぬいぐるみDPシェイミ（2008年）
- 興和 プチウナコーワ（2008年）
- しずおかネットテレビ『森林との共生』（静岡県内民放4局、2010年）
- 雪印メグミルク フェア（2013年6月）
- ローソン 福原遥 謎商品 "メカトロ" の調理に挑戦!（2014年7月）
- 岡山市（2014年7月）
- カンコー学生服 ウェブサイト（2014年10月）
- Avail（2014年11月 - ）
- レコールバンタン（2015年5月 - ）
- レーベン販売「ののじ」（2015年5月 - ）[170][171]
- 中沢フーズ（2016年1月 - ）
- ソニー・ミュージックエンタテインメント（2016年）雑誌広告モデル[172]
- ロッテ「Fit's」（2017年）[55]
- 全保連株式会社（家賃保証会社, 2017年10月 - ）[173]
- プリキュアシリーズ 15周年PV〜『声ガール！』コラボver.（2018年4月）[174][175][176]
- NHK受信料キャンペーン スポットCM 「住所変更編」「BS契約編」（2018年4月）
- Indeed（インディード）（2018年7月）[177][178]
- 任天堂 ファイアーエムブレム ヒーローズ（WEB限定CM、2018年7月 - ）[179]
- 第一三共ヘルスケア「ロキソニンS」
  - テープ「エレベーター」篇（2019年4月 - ）[180]
  - ゲル「披露宴」篇（2019年4月 - ）[181]
  - テープL「ソファ」篇（2019年10月 - ）[182]
- GREE/WFS アナザーエデン 時空を超える猫 （WEB限定ドラマCM、2019年4月）[183][184]
- 日本証券業協会「100年大学投資はじめて学部」（2019年8月 - ）[185][186]
- CDエナジーダイレクト（2019年10月 - ・〈WebCM〉2023年3月1日 - ）[187][188][189]
- カカクコム「求人ボックス」
  - WEB限定CM（2019年10月 - ）[190][191]
  - TVCM（2023年10月 - ）[192]
- シード「ジル・スチュアート・カラーコンタクトレンズ「1day UV」」
  - イメージキャラクター・ウェブ動画「みつめる劇場」（2020年1月31日 - ）[193]
  - 「#みつめるカラコン」篇（2020年7月15日 - ）[194]
- カルビー
  - 「フルグラ」 / 「カルビッツフルグラ」（2020年3月 - ）[195]
  - 「ポテトビッツ」（2022年3月28日 - )[196]
  - 「シンポテト」（2022年6月20日 - ）[197]
  - 「じゃがりこ」（2022年10月10日 - ）[198]
  - 「ポテトチップスクリスプ」（2024年3月11日 - ）[199]
- ニベア花王「NIVEA LIP」（2020年7月 - ）[200][201][202]
- 日本郵便「ゆうパック 参田さん家シリーズ」（2020年10月 - ）[203]
- セブン-イレブン オリジナルアニメ新TVCM『ときめきは、すぐそばに。』編（2021年1月 - ） - 声の出演[204]
- ハウスウェルネスフーズ
  - 「PERFECT VITAMIN 1日分のビタミン」（2021年7月 - ）[205][206][207]
  - 「まるでスムージー」（2022年4月）[208]
- シチズン時計「wicca」ウェブ動画
  - 「どっちにときめく？」（2021年10月 - ）[209]
  - 「A Taste Of Love Moment」（2022年10月 - ）[210]
- セガ「ぷよぷよ!!クエスト」（2021年10月29日 - ）[211]
- 東京スカイツリータウン開業10周年アンバサダー「リアルソラカラちゃん」、特別館内放送（2022年4月 - ）[212]
- 旭化成ホームプロダクツ「サランラップ＆ジップロック」
  - 「冷凍貯金」（WEB限定CM、2022年5月 - ）[213]
  - 「冷凍貯金はじまりはじまり」編（テレビCM、2022年11月5日 - ）[214]
  - 「ジップロック フリーザーバッグ」編（WEB限定CM、2023年7月 - ）[215]
  - 「冷凍貯金・のこったのこった」編編（テレビCM、2024年11月 - ）[216]
- ZlonGame「KARIZ -カリツの伝説-」（2023年11月2日 - ）[217]
- JA共済連「定期生命共済 みちびき」（2023年11月6日 - )[218]
- 麒麟麦酒 キリン一番搾り生ビール（2024年8月26日 - ）[219][220]
- ミロク情報サービス（2024年10月1日 - ） - イメージキャラクター[221]
- ダイフク「だいたいダイフク」シリーズ（2025年6月1日 - ）[222]
- マウスコンピューター
  - 「私の選択」篇（2025年6月10日 - ）
  - 「法人導入にもマウス」篇（2025年6月10日 - ）[223]

### VP
- 藤和不動産「グランノア宮前平」娘役
- セガ Wiiウェア「レッツキャッチ」プロモーションムービー（2008年）
- セガ Wiiウェア「レッツタップ」プロモーションムービー（2008年）
- 40mP「どんぶらこ」ミュージックビデオ（2014年）[224]
- LONGMAN「Replay」ミュージックビデオ（2020年）[225]

### カタログ
- Cupop（キューポップ）（2014年 - 、セシール）
- サン宝石「Hossi.JAM」（2013年 - ）

### ランウェイ
- GirlsAward
  - GirlsAward-Rakuten GirlsAward 2017 AUTUMN/WINTER（2017年9月16日, 幕張メッセ）[226]
- 東京ガールズコレクション
  - マイナビ presents 第26回 東京ガールズコレクション 2018 SPRING/SUMMER（2018年3月31日、 さいたまスーパーアリーナ）
  - マイナビ presents 第27回 東京ガールズコレクション2018 AUTUMN/WINTER（2018年9月1日、さいたまスーパーアリーナ）
  - マイナビ presents 第28回 東京ガールズコレクション 2019 SPRING/SUMMERS（2019年3月30日、横浜アリーナ）
  - TGC KUMAMOTO 2019 by TOKYO GIRLS COLLECTION（2019年4月20日、グランメッセ熊本）
  - 第30回 マイナビ 東京ガールズコレクション 2020 SPRING／SUMMER（2020年2月29日、国立代々木競技場第一体育館）
  - 第31回 マイナビ 東京ガールズコレクション 2020 AUTUMN／WINTER ONLINE（2020年9月5日、さいたまスーパーアリーナ）
  - 第32回 マイナビ 東京ガールズコレクション 2021 SPRING／SUMMER ONLINE（2021年2月28日、国立代々木競技場第一体育館）
  - 第33回 マイナビ 東京ガールズコレクション 2021 AUTUMN／WINTER（2021年9月4日、さいたまスーパーアリーナ）
  - 第34回 マイナビ 東京ガールズコレクション 2022 SPRING／SUMMER（2022年3月21日、国立代々木競技場第一体育館）
  - 第35回 マイナビ 東京ガールズコレクション 2021 AUTUMN／WINTER（2022年9月3日、さいたまスーパーアリーナ）
  - 第36回 マイナビ 東京ガールズコレクション 2023 SPRING/SUMMER（2023年3月4日、国立代々木競技場第一体育館）
  - 第37回 マイナビ 東京ガールズコレクション 2023 AUTUMN/WINTER（2023年9月2日、さいたまスーパーアリーナ）[227]
- 関西コレクション
  - 関西コレクション2018A/W（2018年8月29日、京セラドーム大阪）

### イベント
- 東北楽天ゴールデンイーグルス始球式 （2012年6月23日、Kスタ宮城 千葉ロッテマリーンズ戦）
- ピチレモン夏の大学園祭（2012年8月、山野ホール）
- 福原遥「なめこのうた」DVD付シングル発売記念予約会イベント（2012年12月8日、ららぽーと豊州シーサイドデッキ ドックステージ）
- POINT COLLECTION 2013（2013年2月12日、舞浜アンフィシアター、「レピピアルマリオ」 チーム）
- 福原遥「なめこのうた」DVD付シングル発売記念イベント（2013年2月24日、お台場MEGAWEB）
- ピチレモン春の大学園祭（2013年3月、DIFFER有明）
- NHK ECOパーク2013歌＆スゴ技ライブ!（すイエんサーガールズとして出演。2013年6月1日、NHK渋谷放送センター）
- NHK ECOパーク2014（すイエんサーガールズとして出演。2014年6月8日、NHK渋谷放送センター）
- SBSサマーフェスト2013 （2013年8月16日、 葵スクエア・青葉シンボルロード しずおかダンスプロジェクトスペシャル）
- なめこのうた 夏休み!! 全国ダンスレッスンツアー （2013年7月19日 - 2013年8月31日、全国16箇所）
- ピチレモン夏の大学園祭SP「ガールズサマーフェス」（2013年8月、DIFFER有明)
- 霧島音泉の祭典 （2013年9月8日、2014年9月7日、霧島高原まほろばの里）
- NHKサイエンススタジアム2013（すイエんサーガールズとして出演。2013年9月28・29日、日本科学未来館）
- NHKサイエンススタジアム2014（すイエんサーガールズとして出演。2014年10月18・19日、日本科学未来館）
- NHK文化祭2010（「シャキーン!&アイ!マイ!まいん!」ショー。2010年11月3日、NHK放送センター屋外特設ステージ）
- NHK文化祭2013（すイエんサーガールズとして出演。2013年11月3日、NHK渋谷放送センター屋外特設ステージ）
- すイエんサーガールズ LIVE SHOW〜海について、いっぱい考えちゃおう〜（『NHK松山放送局会館公開　ふれあい秋まつり2013』、2013年11月24日）
- MTV LIVE 2014 supported by SHIDAX with LIVE DAM〜"美少女戦士セーラームーン" THE 20TH ANNIVERSARY MEMORIAL TRIBUTE〜（2014年2月27日、Zepp Tokyo）
- 春のピチパSP in 東京！（2014年3月）
- ピチレモン ガールズフェス 2014（2014年8月25日、イオンモール幕張新都心グランドモール)
- 秋の全国交通安全運動の出発式 埼玉県警察 浦和警察署一日署長（2014年9月18日）
- ピチレモン×MCSister ピチモと一緒にLet's Party（2014年11月29日)
- 科学の甲子園全国大会（すイエんサーガールズとして出演。2014年12月6日. 2015年3月22日）
- ピチレモン・キラピチガールズフェス in 2015（2015年1月11日、さいたまスーパーアリーナ）
- 可児中日ハウジングセンター トークショー （2015年1月25日）
- すイエんサー流スゴ技＆ライブ（2015年3月29日 山梨県立科学館スペースシアター）
- ピチレモン読者開放日in亀有 ピチモと一緒にLet's　Party！（2015年4月5日、アリオ亀有）
- レピピアルマリオ×ピチレモン in ららぽーとTOKYO-BAY（2015年5月5日）
- ピチレモンリニューアル号発売記念イベント（2015年6月1日）
- ピチレモン読者開放日in大阪 １日店長（2015年7月4日、アリオ八尾店）
- 音夏祭 〜研音ガールズイベント〜（2015年8月1日・2日、2016年8月20日・21日、品川プリンスホテルクラブeX）
- Campus Summit 2015–DREAM PROJECT-（2015年8月7日、渋谷・TSUTAYA O-EAST）
- レコールバンタン高等部×Pichilleサマースクール第一部、第二部（2015年8月22日）
- Mc Sister × Pichile 読者開放日in札幌（2015年9月13日 アリオ札幌店）
- Pichileパラダイス AmebaFRESH！Studio×Pichile で生放送（2015年9月5日・10月3日）
- 「福原 遥トークショー」（2015年9月20日 イオンモール鳥取北）
- CEATEC JAPAN 2015, NHK/JEITAブースミニLIVE（すイエんサーガールズとして、2015年10月8日・10月10日、幕張メッセ）
- ファンイベント「福はる」（vol.1：2016年2月13日、シダックスカルチャーホール、vol.2〜HAPPY HALLOWEEN〜：2016年10月29日、AKIBA・カルチャーズ劇場）
- 「はる茶会」（vol.1：2016年5月1日、vol.2：2016年7月18日、シダックスホールＡホール）
- 日本気象協会主催『熱中症ゼロへ プロジェクト2016年』キックオフイベント（2016年5月12日）
- 第56回水戸黄門まつりゲスト（2016年8月5日・6日・7日、茨城県水戸市)[228]
- テレビアニメ『キラキラ☆プリキュアアラモード』映画『プリキュアドリームスターズ！』合同会見（2017年2月1日、東京国際フォーラム）
- 映画『プリキュアドリームスターズ！』初日舞台挨拶（2017年3月18・19日、ユナイテッドシネマ豊洲・新宿バルト9・109シネマズ名古屋・Tジョイ京都・イオンシネマ四條畷・なんばパークスシネマ・梅田ブルク7）
- AnimeJapan2017 プリキュアイベント（2017年3月25日、東京ビッグサイト）
- プリキュアドリームナイト！ 大ヒット御礼舞台挨拶（2017年3月25日、新宿バルト9）
- 超十代-ULTRA TEENS FES-2017＠TOKYO（2017年3月28日、幕張メッセ国際展示場）[229]
- 春の全国交通安全運動 埼玉県警察本部1日交通部長（2017年4月14日）[230]
- キラキラ☆プリキュアアラモード キャラソンシングルリリースイベント 「スウィート☆エチュード☆アラモード」（2017年5月14日、タワーレコード渋谷店）
- Animelo Summer Live 2017 -THE CARD-（2017年8月26日、さいたまスーパーアリーナ）
- キラキラ☆プリキュアアラモード トーク&ミニミニライブ（2017年9月23日、ポニーキャニオン1Fイベントスペース）
- キラキラ☆プリキュアアラモードLIVE2017 スウィート☆デコレーション（2017年10月7日、かつしかシンフォニーヒルズ モーツァルトホール）
- 『映画キラキラ☆プリキュアアラモード　パリッと！想い出のミルフィーユ！』公開直前イベント（2017年10月26日、 お台場ヴィーナスフォート教会広場）
- 『映画キラキラ☆プリキュアアラモード　パリッと！想い出のミルフィーユ！』初日舞台挨拶（2017年10月28日、渋谷TOEI・新宿バルト9・ユナイテッドシネマ豊洲）
- 東京経済大学葵祭（2017年11月3日）
- 第4回埼玉県フェア（2017年11月10日、イオンレイクタウンmori）
- 超！アニメディア劇場 LIVE in TAIWAN 2018（7月29日、台北国際会議中心）
- Rakuten GirlsAward 2018 SPRING/SUMMER（2018年5月19日, 幕張メッセ9〜11ホール)[231]
- AGESTOCK2018 in 早稲田祭（2018年11月3日、早稲田大学早稲田キャンパス）
- 東京理科大学野田地区理大祭 福原遥トークショー（2018年11月24日、東京理科大学 野田キャンパス）
- 福原遥ファンイベント「福はる2019」（2019年3月31日、品川プリンス クラブeX）
- 専修大学神田鳳祭 （2019年10月6日、専修大学神田校舎）[232]
- 神奈川大学神大フェスタ福原遥トークショー（2019年11月2日、神奈川大学横浜キャンパスセレストホール）[233]
- 成蹊大学 欅祭 福原遥トークショー（2019年11月24日）[234]
- 文京学院大学あやめ祭トークショー（2020年10月18日、オンライン配信）[235]
- 芝浦工業大学芝浦祭オンライントークショー（2020年11月3日、オンライン配信）[236]
- 岡山理科大学半田山祭 福原遥オンライントークショー（2021年11月21日、オンライン配信）[237]
- 松山大学第33回熟田津祭トークショー（2021年11月20日、オンライン配信）[238]
- 福岡工業大学立花祭福原遥トークショー（2021年11月2日）
- 創立144年専修大学鳳祭 福原遥トークショー（2023年10月28日、専修大学生田キャンパス）[239]
- 文教大学藍蓼祭 福原遥 Special Talk Show（2023年11月3日、文教大学体育館メインアリーナ）[240]
- 上智大学ソフィア祭・福原遥トークショー（2023年11月3日、上智大学四谷キャンパス）[241]

### 新聞
- 学生新聞[242]

## 書籍

### 雑誌連載
- ピチレモン（2012年6月号 - 2015年12月号、学研プラス） - 専属モデル[注 8]
- キラピチ（2013年1月号 - 2015年12月号、学研プラス） - 専属モデル（※ピチレモンと兼務）
- Vジャンプ（2015年4月号 - 2016年5月号、集英社） - 連載「新作ゲームハルカチャンネル!!」
- YOUPAPER（2015年VOL.44 - 、YOUPRESS） - 連載コーナー「NATURAL」[243]
- B.L.T（2016年5月号 - 、東京ニュース通信社） - 連載「はるかいろ」
- TVnavi（2022年11月号 - 、産経新聞社） - 連載「舞いあがれ!」[244]

### 雑誌掲載
表紙
- NHKウイークリーステラ表紙（2010年12月 1580号、NHKサービスセンター）
- Ubuntu Magazine　表紙と巻頭グラビア（2010年7月号、アスキー・メディアワークス）
- りすうか　Vol.1　表紙（『おはよう奥さん』2010年7月号別冊、Gakken）
- TVBros 表紙と特集（2010年3月20日号、東京ニュース通信社）
- エンジェル文庫「冷たいヒト。」シリーズ カバー写真と巻頭写真（小学館、2014年）
- ヤングアニマル 表紙と巻頭グラビア・特別付録（2015年 10/23 号, 2016年 3月 第7号)
- デジキャパ！ 表紙（2016年1月号、学研プラス）
- フォトテクニック デジタル 表紙と特集グラビア（2016年2月号、玄光社）
- 週刊アスキー 表紙と中ページ（No.1062 2016年1月19日発行、No.1063 2016年1月26日発行、KADOKAWA/アスキー・メディアワークス）
- サッカーゲームキング 表紙と中ページ（No.057 2016年11月号、フロムワン（発行元）朝日新聞出版（発売元））
- 週刊ビッグコミックスピリッツ 表紙と巻頭グラビア（16号 2017年03月18日発行、小学館）
- Mac Fan（2017年11月号、マイナビ出版）
- Rocket vol.9（2017年11月1日発売、Rocket Base）
- Sho-Comi 2019年9号（2019年4月5日発売、小学館）
- ヤングガンガン（2019年 5/3 号、4/19発売）
- CAPA 表紙（2019年5月号、学研プラス）
- CARトップ（2019年6月号、交通タイムス社）[245]
- 週刊少年マガジン 表紙と巻頭グラビア（2019年52号、講談社）[246][247]
- 週刊アスキー No.1259（2019年12月3日発行、角川アスキー総合研究所）[248]
- 週刊アスキー No.1260（2019年12月10日発行、角川アスキー総合研究所）[249]
- 週刊アスキー特別編集 週アス2020January（角川アスキー総合研究所）[250][251]
- 横浜ウォーカー及び東海ウォーカー5月号（2020年4月20日発行。KADOKAWA）
- blt graph. vol.55　表紙と巻頭グラビア（2020年5月22日発売、東京ニュース通信社）[252]
- 就職ウォーカーポケット2022（2020年6月発行。KADOKAWA）[253]
- Highway Walker（No.58）表紙と巻頭（2020年度版 7月号、NEXCO東日本）
- 厚生労働 表紙と巻頭（2020年12月号、厚生労働省  発行：日本医療企画）[254]
- 放送専門誌GALAC 表紙（2021年5月号、放送批評懇談会）[255]
- SPA! 12/7号 表紙（2021年11月、扶桑社）[256]
- 週刊FLASH 2022年4月19日号　表紙と巻頭（2022年4月、光文社）[257]
- ビッグコミック 2022年8号 表紙イラスト（2022年4月、小学館）[258]
- My TV Style No.054 10月号（2022年9月、東京ニュース通信社）[259]
- Weekly LALALA 9/23号（2022年9月、Weekly LALALA）[260]
- おとなのデジタルTVNavi 11月号 表紙（2022年9月、産経新聞社）[261]
- MORE 12月号通常版 表紙とファッション特集（2022年10月、集英社）[262]
- 週刊FLASH (2022年10/18・25号、光文社）
- 女性自身 2022年12/27号 (2022年12月13日、光文社）
- FRIDAY 2023年4月14日号 (2023年03月30日、講談社）
- 企業と広告（2023年7月号、株式会社チャネル）
- 美的（2023年7月号、小学館）
- 美人百花（2023年8月号、角川春樹事務所）
- 週刊FLASH（2023年8月22日・29日合併号、光文社）
- GINGER（2023年8月の特別号、幻冬舎）
- デジタルTVガイド（2023年9月号、東京ニュース通信社）
- 美人百花（2023年12月号、角川春樹事務所）
- 東京カレンダー（2024年1月号、東京カレンダー編集部）
- ビックコミック 2024年2/10号 表紙イラスト（2024年1月25日、小学館）
- Ray（2024年2月号、主婦の友社）

特集
- 福原遥book（スーパーエンタメ新聞『アニカンRヤンヤン! Vol.21』付録、2011年7月発売、徳間書店）
- 福原遥大特集 「ワクワクキッチンカーニバル」（スーパーエンタメ新聞アニカンR133 2011年6月、MG2）
- 福原遥大特集 クッキンアイドル アイ!マイ!まいん! 「ハッピー!クッキンタイム♪」（スーパーエンタメ新聞『アニカンRヤンヤン!! 003』 エムジーツー、2012年8月）

### 関連書籍
- 『ピチレモンDX オシャレでかんたん はじめての手づくりお菓子』（2013年7月16日、学研マーケティング）ISBN 978-4-05-203820-4

### 写真集
- はるか（2014年8月19日、学研教育出版、撮影：中島功輔）ISBN 978-4-05-406094-4[263]
- はるかかなた（2016年8月23日、学研プラス、撮影：NAITO）ISBN 978-4-05-406439-3[264]
- いつのまにか。（2017年8月28日、ワニブックス、撮影：大江麻貴）ISBN 978-4-8470-4938-5[265]
- これから。（2018年8月28日、ワニブックス、撮影：長野博文）

### フォトブック
- はるかいろ（2018年3月10日、東京ニュース通信社、撮影：佐藤佑一）ISBN 978-4-86336-733-3[266]
- 福原遥フォトブック gift（2023年4月19日、講談社）ISBN 978-4-06-531649-8

### ムック
- 『MODE ブラック・ジャック ピノコ 40th Anniversary』（手塚プロダクション監修、2014年2月4日、学研教育出版、ISBN 978-4-05-610316-8） - ピノコ 役
- 『Love 赤毛のアン〜Anne of Green Gables〜』（2014年4月15日、学研教育出版、ISBN 978-4-05-610449-3） - アン 役

### カレンダー
- 福原遥 2018年カレンダー（2017年11月、ハゴロモ）[267]